# セロファン
セロファンまたはセロハン (cellophane) はビスコースを原料とする透明な膜状の物質。

## 歴史
19世紀末にビスコース法による再生繊維素製造法が発明され、繊維では近代的なレーヨン、フィルムではセロファン製造の糸口となった。しかし、初期のフィルム製造法は硝子板にビスコースを薄く広げて硫酸を作用させるという方法で脆く透明度も悪いものだった。
1908年にスイスのジャック・ブランデンベルガー（Jacques Edwin Brandenberger, 1872年-1954年）が連続フィルムの製造試験機を開発。さらに多価アルコールによりフィルムに柔軟性を与えることができることがわかり、1912年に連続フィルム製造法を発明した。

## 種類
様々な分類があるが、通常、普通セロファン (P.T.) と防湿セロファン (M.S.T.) の2種類に大別される。普通セロファンの組成は、再生繊維素70〜90%、多価アルコール（柔軟剤）2〜20%、水分6〜15%である。防湿セロファンは普通セロファンに防湿塗装を施したものである。

## 特性
抗張力や破裂強度は大きいが、引裂強度は紙やプラスチックフィルムに劣る。透明性があり可視光の95%を透過するほか紫外線や赤外線もよく透過する。普通セロファンはよく水を透過するのに対し、防湿セロファンは同じ厚さのポリエチレンフィルムなどに比べて防湿性をもつ。

## 製法
主な原材料は、木材を粉砕して作るパルプである。木綿、麻などの植物性繊維からも作ることは可能である。
まず、パルプを水酸化ナトリウムなどのアルカリと二硫化炭素で溶かしてビスコースを作る。その後スリットに通して、薄く成型したものを、硫酸などの酸で中和してセルロースに戻すことによって製造される。なお、ビスコースを、スリットではなく、ノズルから射出して繊維状にし、中和したものがレーヨンである。

## 用途
透明で細菌を通さないため、食品のパッケージなど、包装材料として使用される。光沢がよいこと、飴などをねじって包んだ場合に勝手に解けないこと、手切れ性と呼ばれる、端を持って左右に引っ張ると裂ける性質があり開封しやすいこと、紙の原料としてリサイクルできること、などの特長がある。しかし、熱でそりやすい、水に濡れると強度が下がるなどの問題があるため、ポリプロピレンフィルムなどに置き換えられている例が少なくない。
- 1930年に販売が開始されたセロハンテープの基材として、耐水性をもたせたものが使用されている。
- 水分はよく通すが、ウイルスを通さないために人工透析用の膜としても利用される。
- ボタン電池や蓄電池のセパレーターとしても利用される。ソニー株式会社の「ぶどう糖で発電するバイオ電池」のセパレータとして用いられた例もある。[2]
- 海水淡水化プラントで海水から真水を抽出する為の逆浸透膜に用いられる。
- 特にPTはセルラーゼの作用を受けやすく、もっとも普及している生分解性の包装資材と言える。ただし産業上は紙に分類されるため、ポリ乳酸などの生分解性プラスチックとは区別される。
- MSTは防湿処理によりセロファンの欠点を補ったものであるが、同時に生分解性も失われる。双方を満たすため、生分解性素材による防湿処理についての検討も行われてきた。フタムラ化学は「NatureFlex」として製品化している。

## 色セロファン
セロファンに色をつけたもの。現在日本で発売されているのは「赤・青・黄・緑」の4色である。主な用途は以下の通り。
- 包装材料
- 加法混合の実験。
- アナグラフ用メガネの自作。

1970年代までのアーケードゲーム用ビデオゲームの白黒画面を補う為にも使われた。英語ではオーバーレイ（overlay, over=越えて lay=置く）と呼ぶ。これは技術やコストの面からカラーゲームがまだ一般的でなく、また画面レイアウトが単純な為、特定の場所に色セロハンを貼るだけで、十分カラー的な表現が楽しめたからである。色セロハン物で有名なゲームには『ブロックくずし』『サーカス』『スペースインベーダー』などが挙げられ、復刻ゲームやMAMEでもこれらを再現しているケースがある。またベクタースキャン式のゲームは、通常のゲームよりカラー化が遅れた為、メーカーによってはもう少し後の時代まで色セロファンを使用していた。